# Kunerad
Kunerad (slowakisch bis 1927 Kunerád; ungarisch Kenyered – bis 1907 Kunyerad) ist eine Gemeinde im Norden der Slowakei mit 1144 Einwohnern (31. Dezember 2024) im Okres Žilina, einem Kreis des Žilinský kraj.

## Geographie

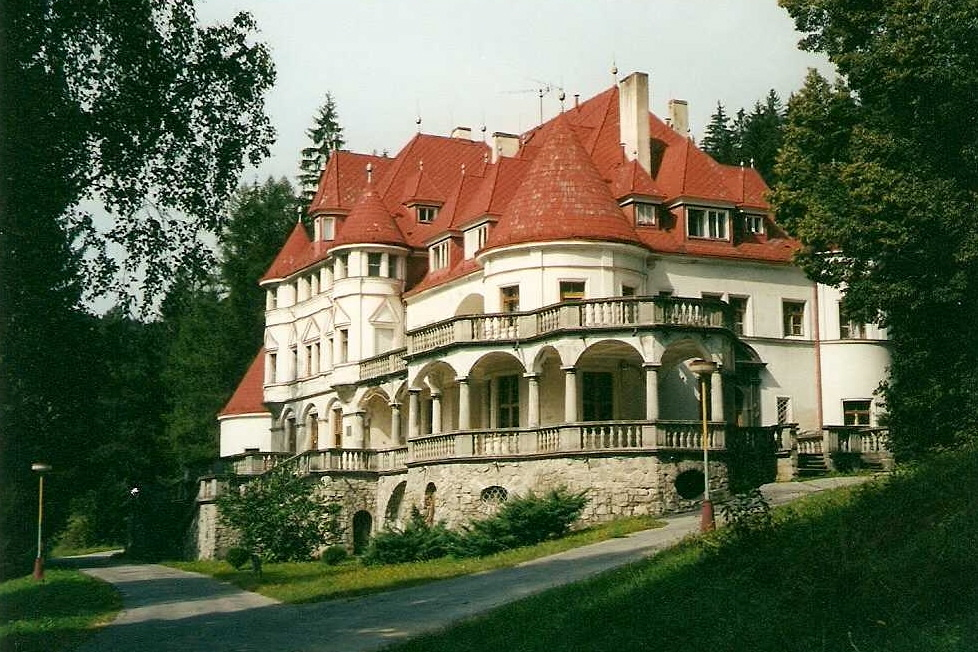
Schloss Kunerad oberhalb des Dorfes (2001)

Das Dorf Kunerad liegt im südwestlichen Teil des Talkessels Žilinská kotlina am Bach Kuneradsky potok im Schatten der Kleinen Fatra. Auf dem ungefähr 23 km² großen Gemeindegebiet befinden sich braune Waldböden, Wald wächst nur in der Kleinen Fatra. Das Ortszentrum liegt auf einer Höhe von 494 m n.m. und ist vier Kilometer von Rajecké Teplice sowie 18 Kilometer südlich von Žilina entfernt.

## Geschichte
Der Ort wurde zum ersten Mal 1490 als Hynyarad schriftlich erwähnt. Im Mittelalter war der Ort eine Einzelsiedlung des Nachbardorfes Kamenná Poruba.
1828 sind 33 Häuser und 309 Einwohner verzeichnet und die Bevölkerung lebte von Landwirtschaft, Viehzucht sowie örtlichem Steinbruch.

## Bevölkerung
| Jahr                | 1994 | 2004    | 2014    | 2024     |
| ------------------- | ---- | ------- | ------- | -------- |
| Anzahl der Personen | 882  | 931     | 1010    | 1144     |
| Unterschied         |      | +5,55 % | +8,48 % | +13,26 % |

| Jahr                | 2023 | 2024    |
| ------------------- | ---- | ------- |
| Anzahl der Personen | 1105 | 1144    |
| Unterschied         |      | +3,52 % |

Ergebnisse nach der Volkszählung 2001 (908 Einwohner):
| Nach Ethnie: - 99,67 % Slowaken - 0,33 % Tschechen | Nach Konfession: - 96,70 % römisch-katholisch - 1,32 % keine Angabe - 1,21 % konfessionslos |

## Bauwerke
- römisch-katholische Kreuzerhöhungskirche, im Jahr 1990 fertiggestellt
- Schloss Kunerad (slowakisch Kuneradský zámok) im Secessionsstil oberhalb des Dorfes in der Kleinen Fatra. Erbaut 1916 als Jagdschloss vom preußischen Junker Ballestrem, von NS-Truppen im Jahre 1944 in Brand gesetzt, nachdem das Schloss Sitz einer Partisanenbrigade während des SNP war. 1959 instand gesetzt und als Heilanstalt des Bades Rajecké Teplice gewidmet. Seit 1996 befindet sich das Schloss im Privatbesitz und wird nach zwei Feuersbrünsten von 2010 und 2018 renoviert.